# Jenny Dientesverdes
Jenny Dientesverdes (en inglés Jenny Greenteeth) es una figura en el folklore inglés. Es una vieja en un río, similar a Peg Powler o a un grindylow, que atrae a los niños o las personas mayores cerca del agua y los ahoga. Es descrita a menudo como una anciana de piel verde, con el pelo largo y los dientes afilados. Es llamada Jinny Dientesverdes en Lancashire, aunque en Cheshire y Shropshire se le conoce también por los nombres de Ginny Dientesverdes, Jeannie Dientesverdes, Wicked Jenny o Peg o' Nell.
Es probable que haya sido un invento para asustar a los niños de las peligrosas aguas similares a los Rusalka eslavos, los Kappa en la mitología japonesa, o los Bunyip de Australia, pero otros folcloristas la ven como una reminiscencia de prácticas de sacrificios rituales.
Una personaje similar en el folklore jamaicano es llamado River Mumma («Mamá Río»). Se dice que vive en la fuente de los grandes ríos de Jamaica y que se sienta encima de una roca, peinando su largo cabello negro con un peine de oro. Según la tradición suele aparecer al mediodía y desaparece si observa a cualquiera que se acerque. Sin embargo, si un intruso la ve primero y cruzan miradas, cosas terribles le ocurrirán al intruso.[cita requerida]
El nombre también se utiliza para describir algas o lentejas de agua, que pueden formar una estera continua sobre la superficie de un pequeño cuerpo de agua, por lo que es engañoso y potencialmente traicionero, especialmente para los niños incautos. Este significado del nombre es común alrededor de Liverpool y el suroeste de Lancashire.

## En la cultura popular
- Jenny Dientesverdes inspiró al monstruo del lago (Meg Mucklebones) en la película de fantasía de 1985 de Ridley Scott Legend.[3]
- Jenny Dientes Verdes (tenga en cuenta las palabras están separadas) es el personaje principal de un libro de cuentos, Jenny Dientes Verdes y Otros Cuentos Cortos (Palmerston North: Totem Press, 2003. ISBN 0-9582446-3-4), por el escritor inglés nacido en Nueva Zelandia y Académico Joel Hayward.[4]
- Jenny Dientes Verdes es también el tema principal del poema Doncella Galesa de Joel Hayward en su colección Lifeblood: un libro de poemas (Palmerston North: Totem Press, 2003. ISBN 0-9582446-1-8).[5]
- Jenny Dientesverdes es mencionada en el libro La Tierra de las Manzanas de Plata de Nancy Farmer.
- Jenny Dientesverdes hizo una aparición en la historia corta de Hellboy, El Cadáver.
- También ha aparecido en la obra de los novelistas ingleses Terry Pratchett (The Wee Free Men, 2003) y Christopher Golden (The Myth Hunters, 2006).
- Jenny Dientesverdes es uno de los protagonistas de London Falling, una historia corta en la revista 2000 AD.
- El comediante Inglés Dave Spikey menciona a Jenny Dientesverdes afirmando que ella saldría a través de las grietas del pavimento a succionar la médula ósea a quien se quedara fuera después del anochecer.
- Jenny Dientesverdes hace una aparición en el cuento infantil «Nellie Brazoslargos te atrapará si no tienes cuidado» (en inglés Nellie Longarms will get you if you don't watch out).[6]

- Jenny Dientesverdes cuenta como una de las criaturas míticas animadas en 'Mansion Rumpus', una atracción del parque temático de Isle of Wight, Blackgang Chine.
- En 'Dresden Files' de Jim Butcher, Jenny Dientesverdes aparece en la forma de una mujer joven y hermosa, la sirvienta de Maeve, la Dama del Invierno y más joven de las Reinas de la Hadas.
- La primera edición de la antología de cómics PopGun contenía una historia llamada "Jenny Dientesverdes" por Derek McCulloch y Shepherd Hendrix.[7]
- Jenny Dientesverdes es el Monster in My Pocket número #108.
- Jenny Dientesverdes es mencionada en la novela de la serie Torchwood "Algo en el Agua" de Trevor Baxendale (BBC Books / Ebury Press), junto con otras ideas sobre los seres de Agua.
- Jenny Dientesverdes aparece como un personaje de Cambio de tinta por Melissa Marr. Ella es parte de la Corte de Hadas Oscuras.
- Ginny Dientesverdes y Jenny Dientesverdes son palabras para personas en Scribblenauts que se pueden invocar.
- Ginny Dientesverdes, también conocido como 'La Bruja', es un personaje de El ladrón del Niños de Gerald Brom.
- Ginny Dientesverdes es también un proyecto del músico de Nueva Jersey Mike Bruno.[8]
- Dientesverdes es la base para la canción de Noel Street.
- Jenny Dientes Verdes es también una canción de una banda llamada The Mustard Men.
- En el novela "Los bebés de agua" de Simon Brown, se menciona que Jenny Dientesverdes es uno de los muchos nombres para un demonio acuático que roba niños. En la novela, un oficial de la policía australiana investiga una serie de ahogamientos que resultan ser los ataques de depredadores por una criatura similar a una foca.
- 'Jenny Greenteeth' fue el nombre de una banda a principios de 1990 con leyendas de la escena musical de Vancouver: Ivan Drury (voz), Kreter Happy (guitarras, bajo, voz - antes de Gob) y Johnston 'Space Jeff' (batería - antes de la super Chevy Novas)
- Jinny Dientesverdes es el nombre de un personaje ficticio de DC Comics en el crossover de 2011 Flashpoint, trabajando junto a personajes como Godiva y El Demonio Etrigan para liberar las islas británicas de la ocupación amazónica.
- Rona Dientesverdes, del  MMO World of Warcraft, tiene un campamento en el bosque de Darkmoon Island y vende comida hecha de seres humanos, así como de otras razas jugables.
- Jenny Dientesverdes es un personaje en la novela "Witchfinder" de Vanessa Knipe. BooksForABuck.com Publishing, ISBN 978-1-60215-089-8.